# 大冶县
大冶县，中国旧县名，1950年前为今天的湖北省黄石市区和大冶市。

## 历史沿革
唐朝天佑二年（公元905年），武昌郡永兴县建置青山场院，开始大规模采矿冶炼。北宋乾德五年（公元967年），南唐升青山场院建大冶县，取“大兴炉冶”之意。
宋、元、明时期，先后隶属兴国军、路、府、州，清属武昌府。中华民国初属湖北省江汉道。
1949年5月15日后，大冶县隶属大冶专区。随后将县辖的黄石港、石灰窑2个镇和长乐、申五、下章、铁麓4个乡，从大冶划出，成立大冶工矿特区（1950年8月，大冶工矿特区改为黄石市）。1952年6月，大冶县改属黄冈专区。
1959年1月，大冶县改由黄石市管辖，同年12月，撤销大冶县建制，并入黄石市。1962年6月，恢复大冶县建制，隶属黄石市。1994年2月18日大冶撤县设市（县级），由黄石市代管。